# Szponnik żółtogardły
Szponnik żółtogardły (Macronyx croceus) – gatunek małego ptaka z rodziny pliszkowatych (Motacillidae). Zasiedla subsaharyjską część Afryki. Niezagrożony wyginięciem.

## Morfologia
Całkowita długość ciała wynosi około 19,8 cm, w tym 1,9 cm przypada na dziób oraz 5,5 cm na ogon. Skrzydło mierzy 9,9 cm, skok 3,6 cm. Z wierzchu ciemnobrązowy, pióra posiadają żółtobrązowe obrzeżenia, co sprawia efekt paskowania, drobniejszego na głowie. Tył szyi szarobrązowy, pióra posiadają ciemnobrązowy środek. Pióra na kuprze szarobrązowe, niemal jednokolorowe, jedynie na końcu nieznacznie ciemnieją. Pokrywy nadogonowe brązowe z żółtawymi obrzeżeniami. Sterówki ciemnobrązowe z żółtobrązowymi obrzeżeniami, cztery najbardziej zewnętrzne posiadają białe plamki na końcu, najbardziej zewnętrzne na chorągiewkach zewnętrznych posiadają białe obrzeżenie. Te cztery zewnętrzne sterówki posiadają oliwkowy odcień, którego nasilenie wzrasta im bliżej nasady. Lotki ciemnobrązowe z płowymi obrzeżeniami. Pokrywy małe II rzędu na chorągiewkach zewnętrznych oliwkowożółte. Skrzydełko oraz pokrywy I rzędu podobne jak lotki. Dookoła oka jasnożółta obrączka z piór. Pokrywy uszne jasnobrązowe. Brew, gardło i policzki cytrynowożółte, dookoła tego obszary wyraźnie czarno obrzeżone. Boki szyi szarobrązowe, zakończenia piór białawe. Spód ciała żółty, na piersi czarne kreskowanie. Boki ciała jasnobrązowe, pokryte brązowoczarnymi paskami. Pokrywy podogonowe i podskrzydłowe jasnożółte.

## Zasięg występowania
Całkowity zasięg występowania szacowany jest na 6 190 000 km². Rozciąga się od centralnego Mali, Senegalu oraz Gwinei po centralny Czad, następnie od Gabonu, Kongo i północnej Angoli po Ugandę, Rwandę i Burundi oraz wzdłuż wschodniej części Afryki od Kenii, poprzez Tanzanię, Mozambik, wschodnią Zambię po Suazi i południowe RPA. Spotykany na wysokości 0–2350 m n.p.m., na obszarach trawiastych, sawannach i w zakrzewieniach.

## Pożywienie
Pożywienie stanowią bezkręgowce, w tym prostoskrzydłe (Orthoptera), motyle (Lepidoptera), chrząszcze (Coleoptera), dwuparce (Diplopoda), modliszki (Mantidae) oraz mrówki.

## Lęgi
Okres lęgowy zależnie od rejonu występowania; zwykle ma miejsce w trakcie lub tuż po porze deszczowej. Np. w Afryce Zachodniej trwa głównie od maja do sierpnia (w Senegambii także w grudniu), a w Afryce Południowej od września do marca. Samiec w locie tokowym zatacza okręgi, jednocześnie trzymając ogon rozłożony. Gniazdo zwykle mieści się w bujnej trawie. Buduje je jedynie samica; jest to kulista konstrukcja z cienkimi ścianami z liści i łodyg traw, wyściełana cienką trawą i korzeniami. W lęgu 1–4 jaja, samica wysiaduje je sama przez 13–14 dni. Młode karmione są przez oboje rodziców, opuszczają gniazdo po 16–17 dniach; nie potrafią jeszcze latać, jednak sprawnie biegają.

## Status
IUCN uznaje szponnika żółtogardłego za gatunek najmniejszej troski (LC, Least Concern). Liczebność populacji nie została oszacowana; w odpowiednim dla niego środowisku nie jest to gatunek rzadki, chociaż opisywany jest jako rzadki w Senegalu, Gambii czy Mali. Ze względu na brak dowodów na spadki liczebności bądź istotne zagrożenia dla gatunku BirdLife International uznaje trend liczebności populacji za prawdopodobnie stabilny.

## Podgatunki
Wyróżnia się trzy podgatunki M. croceus:
- M. c. croceus (Vieillot, 1816) – Senegal i Gambia do Kamerunu, południowo-zachodniego Czadu, północnej i południowej Republiki Środkowoafrykańskiej, a stamtąd dalej na południe i wschód po Gabon, północno-zachodnią i zachodnio-środkową Angolę, Kongo, zachodnią i północną Demokratyczną Republikę Konga, Burundi, Sudan Południowy, Ugandę, zachodnią i środkową Kenię i północną Tanzanię. Obejmuje proponowany podgatunek hygricus z Górnej Gwinei.
- M. c. tertius Clancey, 1958 – niziny u wybrzeży wschodniej Kenii i wschodniej Tanzanii.
- M. c. vulturnus Friedmann, 1930 – środkowa i południowa Tanzania, wschodnia Zambia, Malawi, północno-wschodnie i środkowe Zimbabwe do Mozambiku i południowo-wschodniej RPA.